# Imagerie cérébrale
L'imagerie cérébrale (dite aussi neuro-imagerie) désigne l'ensemble des techniques issues de l'imagerie médicale qui permettent d'observer le cerveau, en particulier lorsqu'un individu exécute une tâche cognitive.

## Historique
L'observation du cerveau par autopsie est imprécise et incomplète en ce qu'elle se limite à l'analyse d'un état figé qui ne peut rendre compte d'effets liés aux évolutions dans l'organe vivant.
Le premier effort connu de neuro-imagerie visant à dépasser cette limite a été la « balance de circulation humaine » de Angelo Mosso développée dans les années 1880. Le manuscrit original retrouvé et étudié par Stefano Sandrone et ses collègues en 2014 montre une technique pour mesurer de manière non invasive la redistribution du sang durant l'activité émotionnelle et intellectuelle.
Un siècle plus tard, le développement des techniques d'imagerie médicale couplé aux méthodes de la psychologie cognitive et expérimentale (par exemple, la psycholinguistique) a permis d'observer in vivo l'activité électrique et les flux sanguins dans le cerveau, dont les variations permettent de déterminer les zones cérébrales sollicitées par différents processus cognitifs.
Les outils de la neuro-imagerie (IRM, tomographie par émission de positons, électroencéphalographie, magnétoencéphalographie…) ont ainsi largement participé aux progrès des sciences cognitives depuis les années 1990 (voire avant, dès les années 1950 pour l'électroencéphalographie), contribuant à ce que d'aucuns ont appelé la décennie du cerveau (en) à la suite d'une initiative américaine.

## Neuro-imagerie structurelle

Patient ayant une macrocéphalie familiale bénigne.

IRM d'une tête, de haut en bas.

3-D MRI d'une section de la tête.

L'imagerie structurelle (dite aussi anatomique) cherche à identifier, localiser et mesurer les différentes parties de l'anatomie du système nerveux central. Dans la pratique médicale clinique, elle permet d'identifier la localisation et l'extension d'une lésion cérébrale dans une visée diagnostique et/ou d'intervention chirurgicale.
Dans le cadre de la recherche en neurosciences cognitives, l'imagerie structurelle apporte des éléments pour interpréter les observations comportementales en neuropsychologie. En déterminant à quelles lésions correspond un déficit cognitif donné, il est possible d'établir que la région cérébrale lésée intervient dans le mécanisme sous-jacent. Ainsi, c'est en observant, post mortem, que le cerveau d'un patient devenu incapable de parler à la suite d'un accident vasculaire cérébral présentait une zone détruite dans le lobe frontal gauche, que Paul Broca déduisit le rôle de cette région dans les processus de langage.
Avec l'augmentation de la précision des mesures, il est devenu possible de corréler la mesure du volume (ou de la densité de neurones) d'une région cérébrale avec des activités ou des résultats comportementaux. Ainsi en 2000, une étude a montré qu'une structure cérébrale impliquée dans la mémoire spatiale, l'hippocampe, était plus développée chez les chauffeurs de taxis londoniens que dans la moyenne de la population, et ce d'autant plus qu'ils conduisaient depuis plus longtemps.
Pour mieux comprendre la cognition et les émotions chez l'humain ou l'animal, on cherche à visualiser en temps quasi-réel et de manière de plus en plus précise l'activité des neurones concernés par différents types d'activités cérébrales telles que par exemple la pensée, la perception, le vécu ou la remémoration d'émotions qui se traduisent par des modifications très rapide du potentiels d'action dans les neurones activés.
En novembre 2015 dans la revue Science, une équipe de l'université Stanford (Palo Alto, Californie) annonce avoir réussi à visualiser les pics d'activité électrique neuronaux sous un microscope en les représentant « comme des éclairs lumineux avec une résolution temporelle de l'ordre de 0,2 milliseconde ». En observant ces phénomènes des aspects du « code neural » jusqu'alors inaccessibles deviennent visibles.
Les outils de la neuro-imagerie structurelle sont l'histologie et examen post mortem, l'IRM anatomique, la CT-scan, la tomographie à émission mono-photonique (TEMP, ou en anglais SPECT pour Single photon emission computed tomography), la voxel-based morphometry (en).

## Neuro-imagerie fonctionnelle
L'imagerie fonctionnelle cherche à caractériser le cerveau en action. L'usage traditionnel de ces méthodes consiste à faire effectuer une tâche cognitive à un individu et à mesurer le signal produit par l'activité cérébrale. Suivant les techniques et les outils mathématiques employés, il est possible de retrouver, avec plus ou moins de précision, quelle région du cerveau était particulièrement active et à quel moment de la tâche cognitive.
Les outils de la neuro-imagerie fonctionnelle incluent :
- l'imagerie par résonance magnétique fonctionnelle (IRMf) consiste à mesurer le signal BOLD qui reflète le taux d'oxygénation du sang dans le cerveau. Par un mécanisme encore mal expliqué, appelé réponse hémodynamique, l'afflux de sang oxygéné augmente dans les régions qui consomment de l'énergie. Ainsi, il est possible, par cette méthode, de connaître avec une grande précision quelles régions du cerveau sont spécialement actives lors d'une tâche donnée. Depuis les années 2000, la technique de l'IRM fonctionnelle événementielle donne accès à la dynamique du signal BOLD (avec une résolution temporelle d'environ une seconde) mais cela reste bien plus lent que la dynamique des processus cognitifs ;
- la tomographie par émission de positons (TEP) consiste à mesurer les modifications du débit sanguin au moyen d'un traceur radioactif qu'il faut préalablement injecter par voie intraveineuse. La diffusion du traceur et la modulation du débit sanguin étant des phénomènes relativement lents, cette technique ne donne pas accès à la dynamique des mécanismes neuronaux. Ceci en fait une technique aujourd'hui de moins en moins utilisée pour l'imagerie fonctionnelle. Par contre, en utilisant des radiotraceurs ayant une affinité avec certains neurorécepteurs, la TEP permet de mesurer sélectivement l'activité neuronale liée à un mécanisme physiologique précis ;
- l'électroencéphalographie (EEG) fut la première méthode de neuro-imagerie non invasive, mise au point en 1929, par le neurologue Hans Berger puis par William Grey Walter. Contrairement aux deux méthodes dites métaboliques, c'est une mesure directe de l'activité électrique. L'EEG est relativement peu précise spatialement mais elle offre une résolution temporelle limitée seulement par la vitesse de l'électronique de mesure. Une première approche consiste à mesurer des potentiels évoqués : en répétant une même stimulation un grand nombre de fois, il est possible de mettre en évidence des ondes positives et négatives caractéristiques des différentes étapes du processus de traitement de l'information (par exemple N100 (en), P300, N400). Une autre approche consiste à mesurer par électroencéphalographie quantitative (une technique développée d'abord en France par Zénon Drohocki et Léonide Goldstein) les modifications des activités rythmiques qui semblent jouer un rôle fonctionnel important dans la cognition. La cartographie EEG (EEG brain mapping) visualise sur ordinateur les images de synthèse obtenues après quantification par casques d'électrodes EEG d'enregistrements multiples simultanés (48, 128, 256) et s'applique dans les études d'éveil et de sommeil[5] comme en neuropsychologie.

Après apposition des électrodes, les sujets sont confrontés à des expériences de transgression sémantique et syntaxique. Dans le premier cas, une onde négative (appelée N400) est émise environ 400 ms après le stimulus transgressif correspondant à l'anomalie sémantique. Dans le second cas, une onde positive (appelée p. 600) est émise environ 600 ms après le stimulus correspondant à l'anomalie syntaxique. Cela indique que l'activité sémantique précède l'activité syntaxique, du moins chez les sujets sains. Chez les patients aphasiques, l'onde N400 étant plus tardive et de moindre amplitude, leur accès à l'information sémantique serait plus lent.[réf. nécessaire]
- La magnétoencéphalographie (MEG) offre une information relativement similaire à l'EEG, mais elle mesure les champs magnétiques induits par l'activité cérébrale. L'intérêt de la MEG réside dans le fait que, contrairement aux champs électriques, les champs magnétiques ne sont quasiment pas déformés par leur passage au travers des tissus organiques (notamment l'interface entre le liquide cérébrospinal et le crâne). Tout comme avec l'EEG, il est possible, via une analyse mathématique du signal de reconstruire les sources du signal électromagnétique. Cela permet d'identifier avec une plus ou moins grande précision les régions d'où sont émis les potentiels évoqués. Cependant, ces techniques de localisation spatiale allongent considérablement le temps de traitement des données et restent encore marginales.
- L'Imagerie optique.
- L'Imagerie spectroscopique proche infrarouge.
- La mesure du signal optique évoqué (en:event-related optical signal EROS) est une technique relativement récente (développée à la fin des années 1990).

### Comparaison des différentes méthodes
L'IRMf partage avec le TEP l'avantage d'une bonne résolution spatiale, et offre en outre une bonne résolution temporelle puisque son usage ne repose pas sur la durée de vie d'un produit. Néanmoins, l'IRMf partage également les inconvénients du TEP : innocuité inconnue et méthode invasive, le patient devant être allongé et la machine produisant un bruit infernal.
L'EEG et la MEG ne sont pas invasives car elles ne contraignent que fort peu le sujet, l'application des électrodes étant indolore. Elles offrent également une bonne résolution temporelle. Néanmoins, la résolution spatiale de ces méthodes reste mal caractérisée.

## Neuro-imagerie et procédure judiciaire
La loi française de bioéthique de 2011 fait de la France le premier pays au monde[réf. nécessaire] à admettre, par un texte législatif, le recours à l’imagerie cérébrale dans le cadre de l’expertise judiciaire,.
Ailleurs, la fondation MacArthur, la Fondation européenne de la science, et l'Economic and Social Research Council, réunissent des scientifiques, des philosophes et des juristes chargés d’examiner l’adéquation entre le domaine juridique et les récentes connaissances liées à l’imagerie cérébrale.